# Museo nacional de Liberia
El Museo nacional de Liberia (en inglés: National Museum of Liberia) es un museo nacional en Monrovia, la capital del país africano de Liberia. Inicialmente ubicado en la Mansión Ejecutiva de la calle Ashmond que ahora se utiliza como una biblioteca,  fue establecido por un acto de la legislatura nacional en 1958 bajo la administración del Presidente de Liberia, el Dr. William VS Tubman. Financiado en parte por la UNESCO, en coordinación con el Departamento de instrucciones públicas (lo que hoy es el Ministerio de Educación de Liberia), su objetivo principal es obtener, conservar y exhibir objetos culturales y otros artículos históricos que representan el patrimonio del país.